# ハプログループC1a1 (Y染色体)
ハプログループC-M8 (Y染色体)（ハプログループC-M8 (Yせんしょくたい)、英: Haplogroup C-M8 (Y-DNA)）、系統名称ハプログループC1a1とは分子人類学において人類の父系を示すY染色体ハプログループ（型集団）の分類で、ハプログループC1の下位群C1aのうち「M8, M105, M131, P122」によって定義されるグループである。
日本列島ではおおむね5%の頻度で発見されており、他には韓国の済州島で1人、中国遼寧省2人、中国河北省1人、北朝鮮の黄海南道1人、韓国3人が確認されている。
最も近縁なハプログループであるC1a2との最も近い共通祖先はおおよそ四、五万年前にさかのぼると推定されているが、（現段階の研究で把握されている限りでは）現存するものの拡散は約12,000年前と推定される。
現存する下位系統の最も近い共通祖先は縄文時代以前に日本列島で誕生したという説があるが、物的証拠は未だ欠けており、詳細は今後の研究が待たれる。

## 国内各地の頻度
- 沖縄 9.0% (4.4%[6]-16.7%[7])[8]
- 徳島 5.7%[9]、8.8%[10]、10%[3]
- 本州 4.9%[6] (茨城 2.0%[10]、青森 2.5%[7], 金沢 4.0%[9], 山口 4.5%[10]、名古屋 4.8% [Y-STRより推定][8]、静岡 4.9%[3], 川崎 5.6%[9], 大阪 6.2%[9], 東京 7.0%[2], 青森 7.7%[3])
- 九州 4.4% (佐賀 2.3%[7], 長崎 3.3%[9], 九州 3.8%,[6] 福岡 5.9%,[9] 宮崎県 6.5%[11])
- 札幌 4.1%[9]

## 歴史
ハプログループC1a1（M8）の祖型の移動ルートは謎に包まれている。
最も近縁なC1a2（V20）は、旧石器時代のチェコ、約7000年前の中石器時代のスペイン北西部および同じ頃の新石器時代のハンガリーそして少数の現代ヨーロッパ人、カビル人、アルメニア人、ネパール人から検出されており、ヨーロッパ最古層（クロマニョン人）の集団にもそのハプログループに属す者がいた。
もう少し遡ると、インドやアラビアなどに散見されるC1b1（M356）、インドネシア東部からメラネシアおよびポリネシア、オーストラリアの先住民アボリジニに多く見られるC1b3（B477）との共通祖先C1にたどり着く。

## 古人骨
鳥取県鳥取市青谷上寺地遺跡で発掘された弥生時代後期とみられる人骨について、県が国立科学博物館や国立歴史民俗博物館が分析した父系結果、4点のうち2点はハプログループC1a1（M8）であった。
香川県高松市高松茶臼山古墳の第3主体部の埋葬施設から出土した人骨のY染色体ハプログループはC1a1に判定された。